# Bantar Kuning
Bantar Kuning is een bestuurslaag in het regentschap Bogor van de provincie West-Java, Indonesië. Bantar Kuning telt 4428 inwoners (volkstelling 2010).